# Toxura norrisi
Toxura norrisi är en tvåvingeart som först beskrevs av Paramonov 1958.  Toxura norrisi ingår i släktet Toxura och familjen Pyrgotidae. Inga underarter finns listade i Catalogue of Life.